# Gyndulus trispinifrons
Gyndulus trispinifrons is een hooiwagen uit de familie Gonyleptidae.